# 張其仁
張其仁（1802年—1857年），字静山，雲南省太和縣人。道光五年（1825年）乙酉科举人，道光六年（1826年）丙戌科進士。历任蓬溪、江津知县，合州知州，徽州、凤阳知府，湖南粮储道等职。后辞官回乡，曾与进剿杜文秀起义军的张正泰周旋。病逝于昆明，葬于昆明莲花山，后移葬昆明眠犬山。
张其仁的长子张士铨、四子张士彬、九子张士鏸、侄子张士锃皆为进士，孙张耀曾为民国司法总长，重孙女张丽珠被誉为“神州试管婴儿之母”。